# Футболгольф
Футболгольф, или футбольный гольф (от англ. football и англ. golf) - это сочетание двух видов спорта: футбола и гольфа. Правила похожи на правила игры в гольф, но играют ногами футбольным мячом и лунки соответствующего размера.

## Описание
Футболгольф - это спортивная игра, в которой отдельные участники или команды соревнуются, загоняя футбольный мяч в специальные лунки ударами ноги, пытаясь пройти отведенную дистанцию за минимальное количество ударов, и обойти при этом существующие препятствия (если такие имеются на лунке). В игре необходимо пройти все поле (курс), а это 9 или 18 лунок, за минимальное количество ударов.
Футболгольф - это игра в которой нет возрастных ограничений. Играть может каждый. Ведь футболгольф - игра для людей любого возраста, пола и уровня спортивной подготовки.

## Правила игры
Курс для игры в футболгольф состоит из серии лунок. Обычно это 9 или 18 лунок, но могут быть и другие варианты. Например курс для игры в футболгольф в Fotbal Park Dymník, что в Чехии и Soccerpark-Inzell в городе Инцель, Германия насчитывают по 36 лунок. 36 лунок таким образом разделены на 2 игровых поля: Fun и Profi по 18 лунок каждый. Fun - подходит для семейной игры и отдыха. Играть могут все и взрослые и дети. На курсе Profi, играть сложнее и длина лунок здесь значительно больше.
Все лунки имеют стартовую площадку, откуда и начинается игра.
Стартовая площадка отмечена двумя метками, которые показывают допустимые пределы того, где может быть установлен мяч для первого удара. Игра начинается с первого удара по мячу со стартовой площадки. Когда мяч останавливается осуществляется повторный удар. После того, как каждый из игроков сделает по первому удару, мяч, находящийся дальше от лунки разыгрывается первым. То есть далее  всегда делает удар тот игрок, чей мяч находится дальше от лунки. Именно поэтому, часто бывает, что положение мяча затрудняет или мешает игроку, чей мяч находиться дальше от лунки, выполнить удар. Поэтому, для удобства игры, правилами разрешается забрать свой мяч. Для этого мяч заменяют на  маркер. Маркер - предмет, который отмечает положение мяча на лунке, обычно плоский, небольшой, округлой формы. После прохождения лунки игроки записывают результаты в свои карточки (англ. Score-card). Каждое прикосновение ногой к мячу считается за удар. Если мяч попал на другую лунку или в водную преграду, то приписывается 1 штрафной удар и игра продолжается с предыдущего места удара. 
У старта каждой лунки находится информационная табличка, на которой указана длина лунки, ее конфигурация и пар, за которые рекомендовано пройти лунку. Пар - это термин, пришедший из гольфа, сокращенно от "паритет" - условный норматив, постоянно используемый для подсчета результатов и оценки уровня игроков. Пар - это количество ударов, которые игрок должен совершить на одной лунке или на всем поле при удачной игре. Понятно, что игрок может показать результат как выше так и ниже пар.
Максимально допустимое количество ударов на лунке равно количеству пар умноженное на 3. (Пар 3 × 3 = 9). Когда Вы достигли максимального количества ударов, при этом мяч до сих пор не в лунке, Вы должны записать себе штраф (количество пар лунки умноженное на 4) и переходить на следующую лунку.
Например, если:
Пар                   Max.                 Штраф
3                       9                       12
4                       12                     16
5                       15                     20
6                       18                     24 
Также на лунке могут присутствовать различные препятствия - водные преграды, кольца, углубления с песком, кусты, деревья, высокая трава и т.п., которые надо либо обойти  либо пройти насквозь в зависимости от типа препятствия.
Побеждает тот, кто пройдет все лунки за наименьшее количество ударов.

## История
Футболгольф (или «футбольный гольф») вероятно ведет свои истоки из Швеции, где в 1980 году уже играли в футболгольф и начали развивать эту игру по всему миру.
Первый чемпионат мира по футболгольфу было проведен в Дирмштайне, Германия в 2007 году. С тех пор чемпионаты мира проводятся ежегодно. На сегодняшний день существует более 100 курсов для игры в футболгольф. Самое большое количество курсов в Дании.
Существуют также курсы в Германии, Швеции, Норвегии, Чехии, Испании, Австрии, Украине, Великобритании, Ирландии, Бразилии, Таиланде.
В Восточной Европе первое поле для игры в футболгольф было открыто 24 мая 2014 на базе семейного комплекса, который расположен в живописном уголке Киевской области, Обуховский район с. Веремье. Разработкой дизайна и строительством первого в Восточной Европе поля для игры в футболгольф занималась компания «Football Land». 

## Всемирная Ассоциация
```
WFGA - Всемирная Ассоциация футболгольфа.
```

Стандарты игры, правила игры, проведение международных чемпионатов и рейтинги игроков регулируются WFGA (англ. WFGA - "World Footballgolf Association") - Всемирной ассоциацией по футболгольфу, каторая представляет собой международный руководящий орган. И была создана специально для решения таких вопросов. Президент ассоциации Ханс Хансен.
Лучшие в своих странах игроки в футболгольф - Стадлер Маринус и Нидермайер Ханс (Германия),  Боллеруп Андерс и Санфилд Бен (Дания), Турлин Маркус (Швеция), Машин Милан (Чехия), Сторсвен Бьйорнар (Норвегия), Кирчбергер Томас (Австрия), Олишкевич Александр (Украина). Данные взяты с рейтинговой таблицы WFGA состоянием на январь 2019 года.